# Feu ! (film, 1937)
Pour les articles homonymes, voir Feu ! (homonymie).
Pour plus de détails, voir Fiche technique et Distribution.
Feu ! est un film français réalisé par Jacques de Baroncelli, sorti en 1937.

## Synopsis
Edwige Elno est une trafiquante d'armes au Maroc. Elle est tombée amoureuse d'un commandant qui lutte contre le terrorisme, et doit se réfugier sur un navire, qui est pris en chasse par le commandant.

## Fiche technique
- Réalisation : Jacques de Baroncelli
- Scénario : Jacques Companeez
- Dialogues : Steve Passeur
- Décorateur : Georges Wakhévitch
- Photographie : Roger Le Febvre
- Montage : Jean Delannoy
- Son : Robert Bugnon
- Musique : Jacques Ibert
- Producteur : Oscar Dancigers
- Pays de production :  France
- Format : Son mono  - Noir et blanc - 35 mm  - 1,37:1
- Durée : 83 minutes
- Date de sortie : 
  - France : 29 octobre 1937

## Distribution
- Edwige Feuillère : Edwige Elno
- Victor Francen : le commandant André Frémiet
- Jacques Baumer : Di Larco
- Aimos : Sabin
- Roger Legris : Quiriadec
- Beauchamp : Moulay Aidi
- Bergeron : Morton
- Camille Bert
- Robert Darène
- Georges Jamin
- Rodolphe Marcilly
- Solange Sicard

## Autour du film
- Le film s'intitulait à l'origine Feu ! Marine d'abord !.
- Une première version muette réalisée dix ans plus tôt par Baroncelli existe, avec Charles Vanel.